# Thereva powelli
Thereva powelli är en tvåvingeart som beskrevs av Seguy 1930. Thereva powelli ingår i släktet Thereva och familjen stilettflugor. Inga underarter finns listade i Catalogue of Life.